# Alejandro Kolevich
Alejandro Kolevich (* 19. März 1988 in La Plata) ist ein argentinischer Volleyballspieler und -trainer.

## Karriere
Kolevich war beim argentinischen Club Ciudad de Buenos Aires als Jugendtrainer tätig und konnte mit den U17-Junioren von 2015 bis 2017 dreimal in Folge die argentinische Meisterschaft gewinnen. Anfang 2018 wurde er Sichtungstrainer des argentinischen Volleyballverbandes. In den Saisons 2017/18 und 2018/19 war Kolevich Co-Trainer unter Cheftrainer Ruben Wolochin bei den Volleyball Bisons Bühl und in der Saison 2020/21 Cheftrainer von den Volleyball Bisons Bühl. In der Saison 2023/24 trainierte er die Energiequelle Netzhoppers KW. Zur Saison 2024/25 übernahm er den Zweitligisten TSV Mühldorf.